# 1-ша гвардійська танкова дивізія (СРСР)
1-ша гвардійська танкова Донська ордена Леніна Червонопрапорна ордена Суворова дивізія (1 ТД, в/ч 06680) — військове з'єднання танкових військ Радянської армії, що існувало у 1945—1947 роках. Дивізія створена 12 липня 1945 року на основі 1-го гвардійського танкового корпусу в місті Нойруппін, Німецька Демократична Республіка. Розформована в лютому 1947 року.

## Історія
Створена 12 липня 1945 року на основі 1-го гвардійського танкового корпусу в місті Нойруппін, Німецька Демократична Республіка.
Розформована 2.47:
- 15-й гвардійський танковий полк переданий до 39-ї гвардійської стрілецької дивізії
- 16-й гвардійський танковий полк переданий до 207-ї стрілецької дивізії
- 17-й гвардійський танковий полк переданий до 57-ї гвардійської стрілецької дивізії

## Структура
Протягом історії з'єднання його структура та склад неодноразово змінювались.

### 1947
- 15-й гвардійський танковий полк
- 16-й гвардійський танковий полк
- 17-й гвардійський танковий полк
- 74t-й гвардійський важкий танковий самохідний полк
- 1-й гвардійський мотострілецький полк
- 455-й мінометний полк
- 80-й гвардійський зенітний артилерійський полк
- 000 окремий гаубичний артилерійський дивізіон
- 121-й окремий саперний батальйон
- 422-й окремий батальйон зв'язку
- 155-й окремий санітарно-медичний батальйон
- 676-й окремий автомобільний транспортний батальйон